# Легкоатлетическая ассоциация Северной и Центральной Америки и стран Карибского бассейна
Легкоатлетическая ассоциация Северной и Центральной Америки и стран Карибского бассейна — континентальная управляющая организация в лёгкой атлетике Северной и Центральной Америки и стран Карибского бассейна.
Штаб-квартира в Кингстоне, Ямайка.

## История
10 декабря 1988 года на очередном совещании IAAF в Сан-Хуане, Пуэрто-Рико, генеральный секретарь IAAF Джон Холт объявил о создании ассоциации. На этом совещании были обсуждены основные моменты и правила новой организации, которые были официально утверждены в 1989 году на конгрессе IAAF в Барселоне. Первым президентом ассоциации был назначен экс-президент федерации лёгкой атлетики Пуэрто-Рико Амадео Фрэнсис. Бернард Ноттаг из Багамских островов и Невилл Маккук из Ямайки были назначены его заместителями.
6 августа 2013 года в Москве прошёл очередной съезд ассоциации, на котором прошли выборы нового президента. Выборы состоялись в связи с кончиной предыдущего президента Невилла Маккука, который занимал эту должность с 2007 года. Новым президентом ассоциации был избран Виктор Лопес из Пуэрто-Рико, который до этого занимал должность вице-президента олимпийского комитета Пуэрто-Рико. Этот пост он будет занимать как минимум до 2015 года.

## Члены ассоциации
| Страна                              | Организация                                                   |
| ----------------------------------- | ------------------------------------------------------------- |
| Ангилья                             | Любительская легкоатлетическая ассоциация Ангильи             |
| Антигуа и Барбуда                   | Легкоатлетическая ассоциация Антигуа и Барбуда                |
| Аруба                               | Легкоатлетическая федерация Арубы                             |
| Багамские Острова                   | Ассоциация лёгкой атлетики Багамских островов                 |
| Барбадос                            | Легкоатлетическая ассоциация Барбадоса                        |
| Белиз                               | Любительская легкоатлетическая ассоциация Белиза              |
| Бермуды                             | Национальная легкоатлетическая ассоциация Бермудских островов |
| Виргинские Острова (Великобритания) | Легкоатлетическая ассоциация Британских Виргинских островов   |
| Канада                              | Ассоциация лёгкой атлетики Канады                             |
| Острова Кайман                      | Легкоатлетическая ассоциация Каймановых островов              |
| Коста-Рика                          | Федерация лёгкой атлетики Коста-Рики                          |
| Куба                                | Федерация лёгкой атлетики Кубы                                |
| Доминика                            | Доминиканская любительская легкоатлетическая федерация        |
| Доминиканская Республика            | Легкоатлетическая федерация Доминиканской Республики          |
| Гренада                             | Легкоатлетическая ассоциация Гренады                          |
| Гватемала                           | Национальная Федерация лёгкой атлетики Гватемалы              |
| Гаити                               | Федерация любительской легкой атлетики Гаити                  |
| Гондурас                            | Национальная Федерация лёгкой атлетики Гондураса              |
| Ямайка                              | Ямайская легкоатлетическая ассоциация                         |
| Мексика                             | Федерация Мексиканских легкоатлетических федераций            |
| Монтсеррат                          | Любительская легкоатлетическая ассоциация Монтсеррата         |
| Никарагуа                           | Федерация лёгкой атлетики Никарагуа                           |
| Пуэрто-Рико                         | Федерация лёгкой атлетики Пуэрто-Рико                         |
| Сент-Китс и Невис                   | Любительская легкоатлетическая ассоциация Сент-Китса и Невиса |
| Сент-Люсия                          | Легкоатлетическая ассоциация Сент-Люсии                       |
| Сент-Винсент и Гренадины            | Легкоатлетическая команда Сент-Винсента и Гренадины           |
| Сальвадор                           | Федерация лёгкой атлетики Сальвадора                          |
| Тринидад и Тобаго                   | Национальная легкоатлетическая ассоциация Тринидада и Тобаго  |
| Теркс и Кайкос                      | Любительская легкоатлетическая ассоциация Тёркса и Кайкоса    |
| США                                 | Ассоциация лёгкой атлетики США                                |
| Виргинские Острова (США)            | Федерация лёгкой атлетики Американских Виргинских островов    |